# Château de Montjardin
 (novembre 2020).
Le château de Montjardin est un ancien château fort belge situé dans le village de Remouchamps, en province de Liège. Le château, construit tel un nid d'aigle sur ordre de Jean l'Aveugle en 1327 fait partie intégrante du domaine ; il est un témoin important du patrimoine architectural médiéval.

## Description

### Légende de la Dame de Montjardin

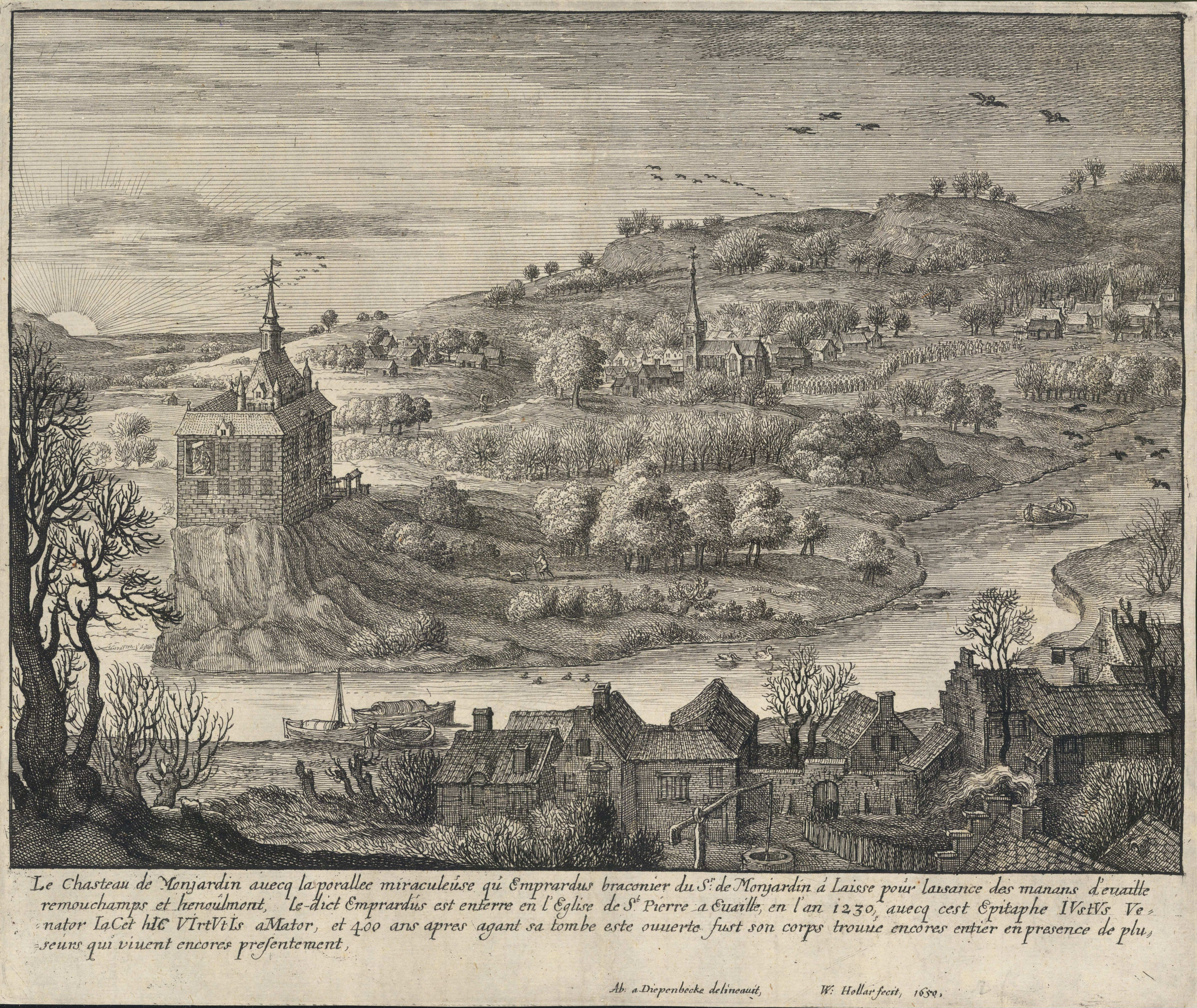
1650 : dessin d'après un original de 1230 exécuté par Abraham van Diepenbeke et gravé par Wenceslas Hollar.

La légende de la Dame de Montjardin écrite par Marcellin La Garde remonte au haut Moyen Âge. Elle conte l'histoire d'Hedwige, une habitante de Trèves qui avait épousé le seigneur de Montjardin. Herman, l'intendant d'Hedwige, l'avait accompagnée. Lorsque le Simon de Montjardin mourut peu de temps après, Hedwige hérita de la seigneurie et Herman se comporta en seigneur tyrannique. Un minnesinger, sorte de trouvère germanique passa par Montjardin et chanta un lied qui ressemblait fort à la coupable vie des nouveaux seigneurs de Montjardin. De peur d'être démasqués et accusés du meurtre de Simon de Montjardin, le couple décida d'enfermer le trouvère dans une cave secrète du château dont la lourde porte se referma sur Herman et son prisonnier, causant leur mort de faim et de soif. Hedwige, en découvrant leurs cadavres enlacés, comprit que le minnesinger était leur fils qu'ils avaient dû abandonner à la naissance, faute de moyens pour l'élever.

### Historique

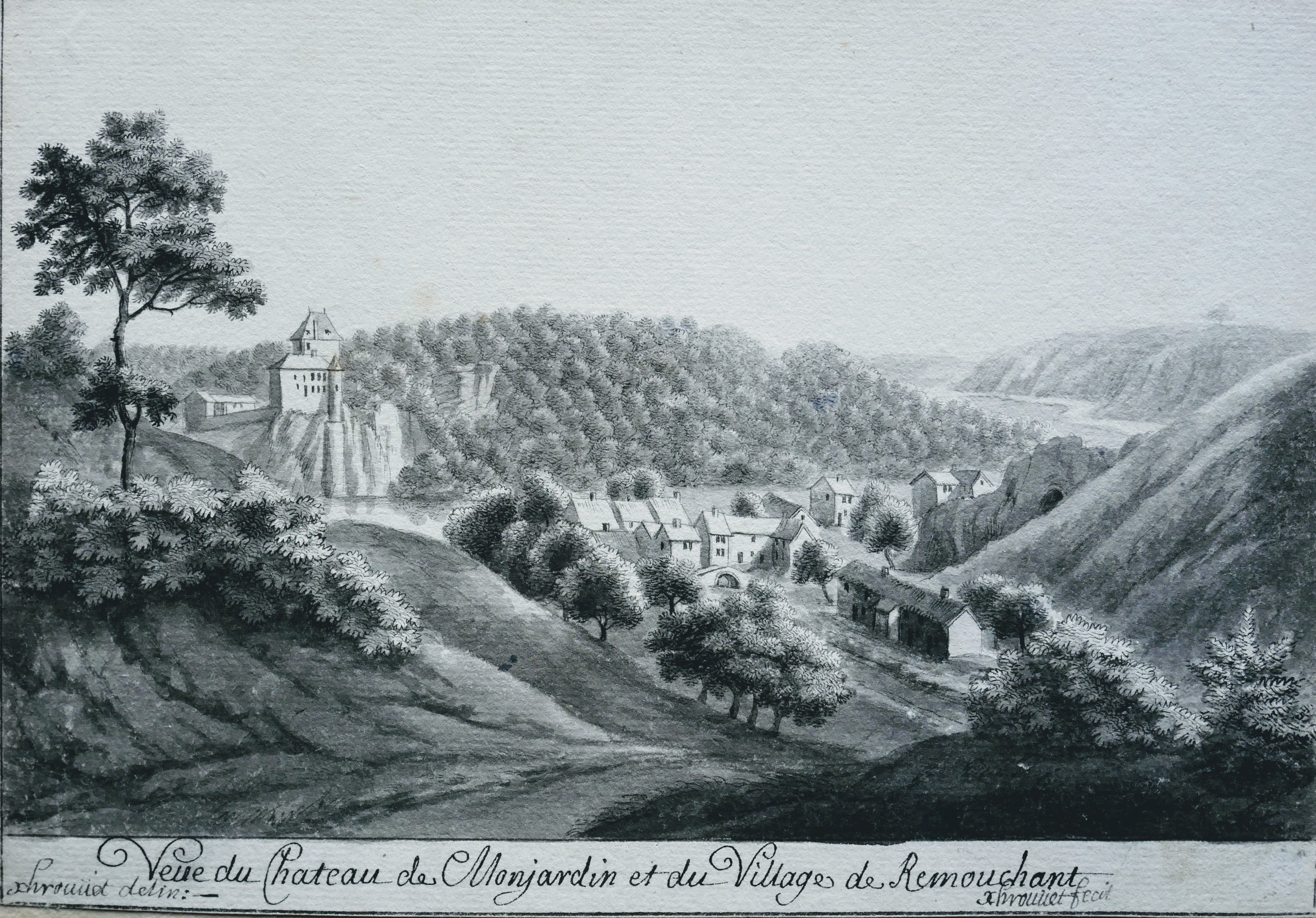
Dessin de 1737 par Mathieu-Antoine Xhrouet.

Un premier château, dont il ne reste aujourd'hui que quelques pans de murs, se trouvait à la limite des communes de Remouchamps et d'Aywaille sur la hauteur de Dieupart.
Au XIVe siècle, une tour de garde fut érigée 160 pieds au-dessus de l'Amblève, puis accommodée au cours des siècles.
Montjardin n'est vendu que deux fois au cours de son histoire, preuve que les héritiers du domaine tenaient leur legs en haute estime. En 1640, le château brûle et son propriétaire, Albert de Ligne, le cède à Sébastien Daems qui le restaure et lui donne l'aspect qu'il garda jusqu'au XIXe siècle.
Lorsqu'en 1730, Louis de Villegas hérite de Montjardin, il n'a que dix-neuf ans. Le domaine est grevé d'importantes rentes et d'une hypothèque que son propriétaire ne parvient à honorer. Adjugé publiquement en 1733 à Marie-Claire Gallo qui ne s'acquitte pas du prix, il est à nouveau adjugé sur folle enchère en 1734 à Jacques de Theux pour la somme de trente-et-un mille trois cents florins (environ cent dix kilogrammes d'or).
En 1868, le chevalier Xavier de Theux, cadet de sa famille, hérite du domaine et fait construire un deuxième château, monumental, juste à côté de l'autre. Il peut ainsi y loger sa nombreuse famille qui ne compte pas moins de quinze enfants. Il y a aussi installé sa prestigieuse bibliothèque. Sa domesticité est logée sur place ainsi qu'au hameau de Hénumont se trouvant sur le domaine.

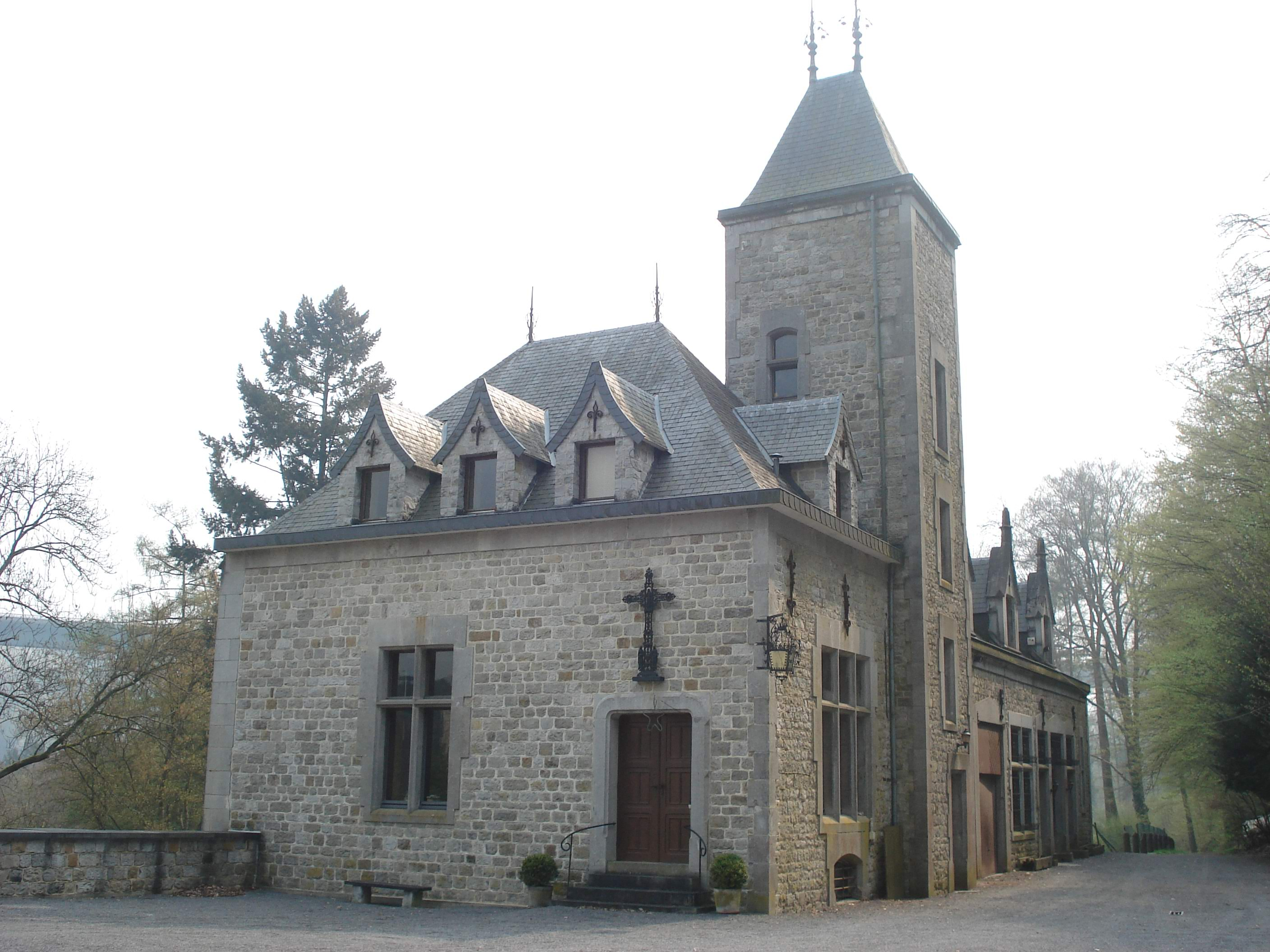
Les dépendances en 2018.

Dans la nuit du 4 au 5 mars 1927, la tour ronde renfermant le puits permettant de remonter l'eau de l'Amblève lors d'un siège s'effondra dans la rivière, emportant une partie de l'édifice dans sa chute. Le chevalier Guy de Theux reconstruit l'ensemble en respectant le style renaissance de cette aile du bâtiment.
La Seconde Guerre mondiale cause d'importants dommages aux deux châteaux. Le pont du chemin de fer situé à cent mètres est dynamité à deux reprises, le 10 mai 1940 et en août 1944, successivement par l'armée belge et par l'armée belge des partisans qui harcelaient l'occupant. Au cours de l'automne 1944, le nouveau château accueille un hôpital militaire américain ainsi qu'un détachement des T-forces.
Les deux châteaux subissent d'importants dégâts : à chaque fois, les châssis de fenêtres sont soufflés par l'explosion et par des débris de pierre, de béton et d'acier qui volent en tous sens. Les murs du donjon du vieux château, conçus pour résister aux tirs de canons, avaient tenu lors des déflagrations. Le nouveau château, plus à l'écart, mais plus fragile, est plus endommagé. La toiture est percée de toutes parts par des débris volants. Les barbacanes, cheminées et autres superstructures en pierre de taille subissent également les assauts des explosions. De nombreux éléments de la façade Nord descellés et déstabilisés menacent de s'écrouler. Cette aile est finalement démontée en 1980 pour prévenir les accidents.
L'aile sud, qui abritait les dépendances, est moins abimée. Elle est restaurée en 1971.
Depuis 2016, l'accent est mis sur une gestion basée sur le respect de la nature et de la biodiversité. Le Domaine de Montjardin devient ainsi le premier domaine à recevoir le prestigieux label « Wildlife Estates » dans la commune d'Aywaille. Ce label, soutenu par l'Union européenne, récompense les propriétaires pour leurs efforts de gestion en faveur de la nature et de la biodiversité. 1,7 million d'hectares de terres privées et publiques sont déjà labellisées en Europe. Les objectifs de gestion du domaine sont l'entretien du patrimoine historique, l'implication des acteurs locaux, le développement durable, l'utilisation d’énergies renouvelables, et le développement d’un tourisme responsable et respectueux des écosystèmes.
Ce bâtiment a cette particularité qu'on peut aussi bien l'admirer d'en bas (dans la vallée) que d'en haut (lorsque l'on passe sur l'autoroute E25 Liège- Luxembourg à hauteur de Aywaille- Remouchamps Sortie no 46).
Le domaine qui appartient à la Fondation Jean l'Aveugle - Château de Montjardin, est géré par la famille de Theux de Meylandt et Montjardin depuis 1734.

## Représentations

### 1642

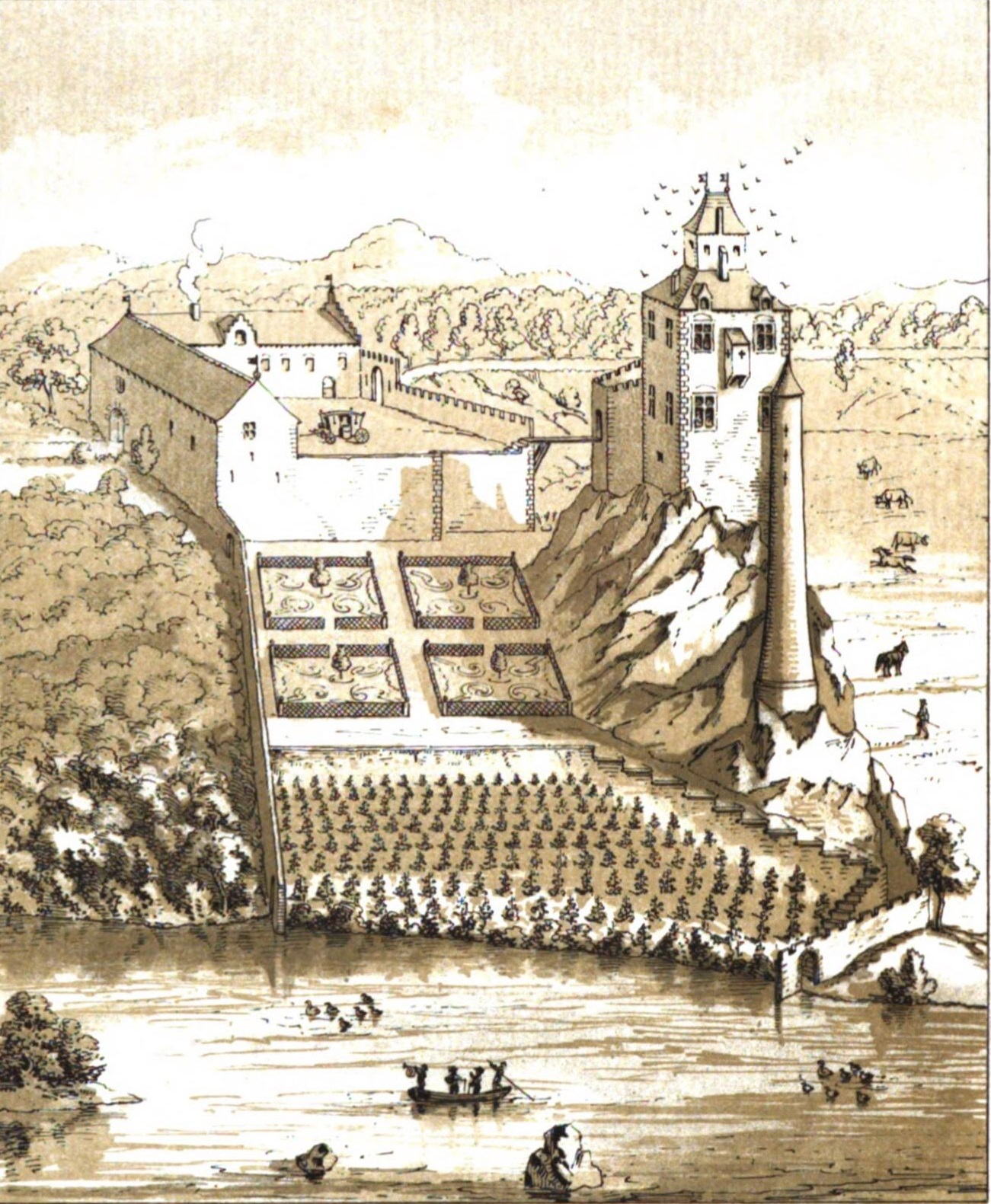
La ferme et le château en 1654 après la reconstruction de 1642.

Le pont-levis présent sur la représentation de 1654 fait probablement référence à un bâti plus ancien. Il est vraisemblable qu'il n'en était plus équipé à la fin du XVIIe siècle. Des traces dans la façade ouest laissent penser que le pont-levis se trouvait bien vers l'amont et non vers le sud. Les vignes et les jardins sont clos de murs. Le carrosse dans la cour de la ferme est anachronique. Aucune route ne conduisait à Montjardin auquel on accédait uniquement à pied ou à cheval avant le XIXe siècle et la route la plus proche allait de Liège à Spa. Les chargements étaient pour leur part hâlés sur la rive droite de l'Amblève depuis l'Ourthe et la Meuse. Le chemin de halage ne remonte la rivière que jusqu'à Remouchamps. Un passage d'eau existait au pied du château et la barque représentée est historiquement défendable. Les latrines donnant sur la vallée n'apparaissent nulle part ailleurs et sont probablement issues de l'imagination de l'auteur. L'ombre du château projetée sur le mur de la ferme donne une orientation Nord-Est du soleil. Le croquis a dû être exécuté un petit matin d'été, lorsqu'il est déjà haut dans le ciel.

### Everdingen

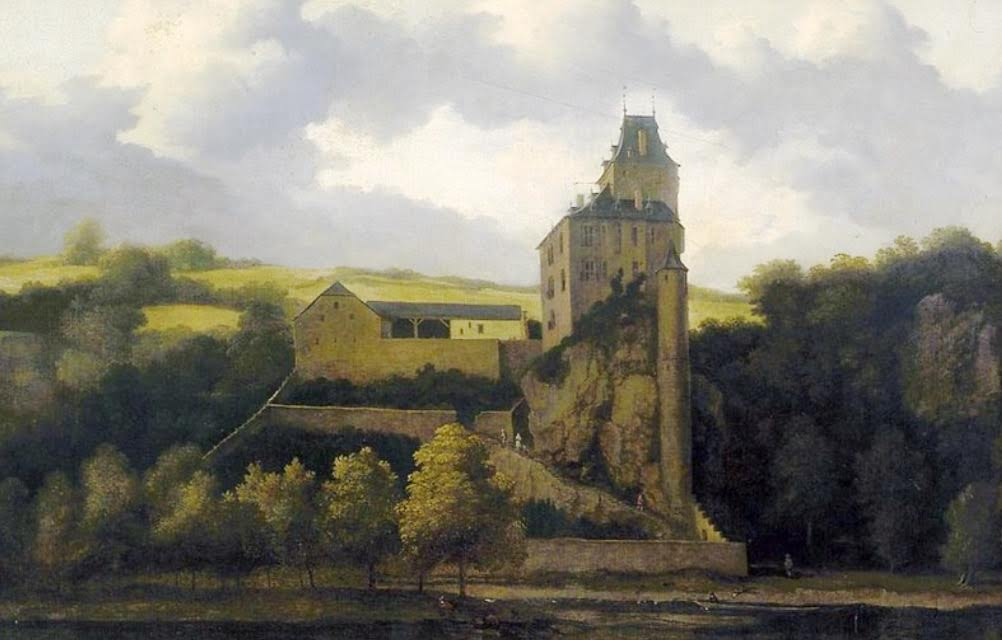
Montjardin au XVIIe siècle par Allaert van Everdingen.

Le tableau d'Allaert van Everdingen qui se trouve au Mauritshuis de La Haye est exécuté à la même époque. Les proportions et les détails correspondent à des représentations postérieures ce qui lui donne de la crédibilité.

### van der Vreken

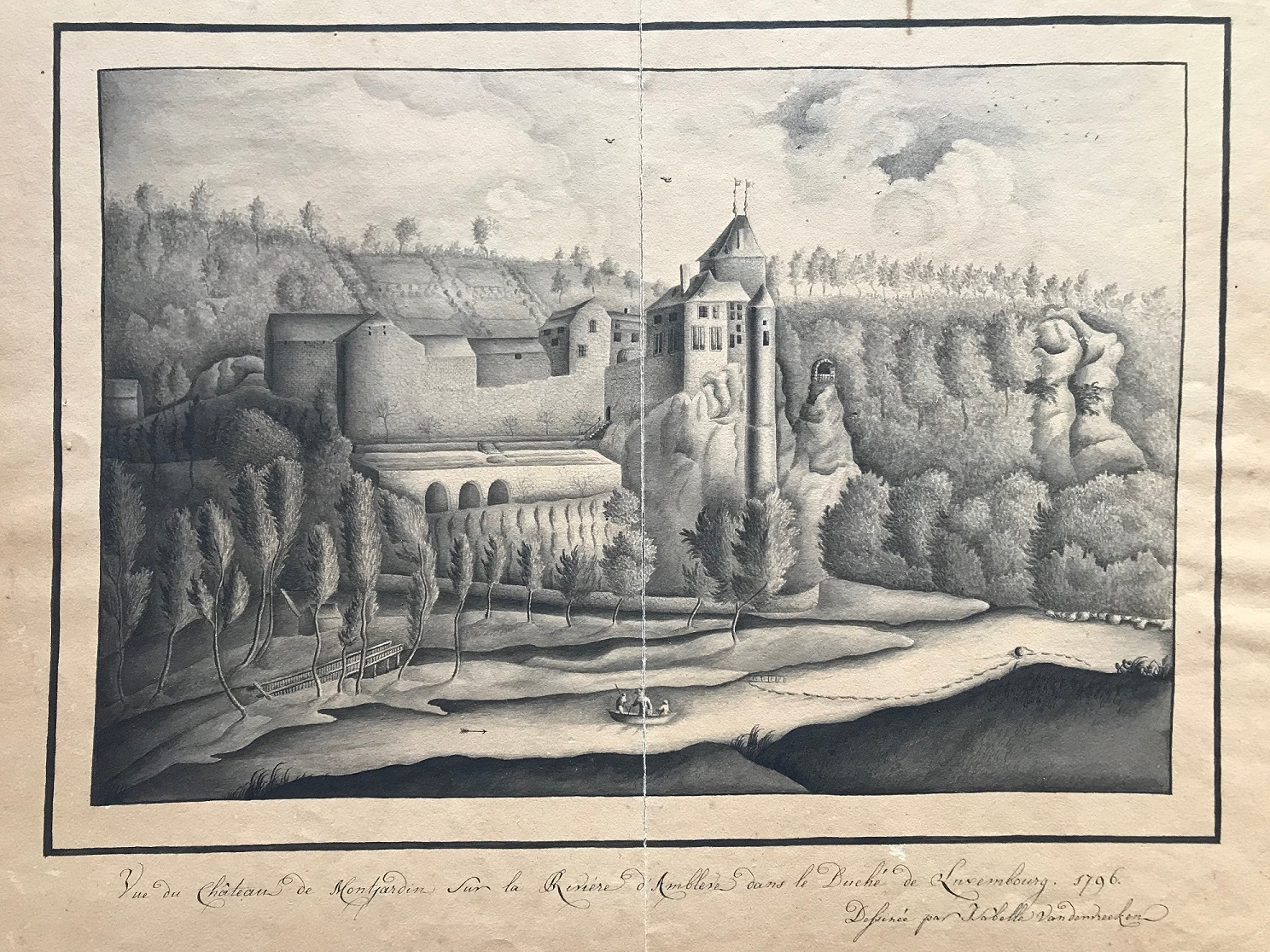
1796 Dessin de Isabelle van der Vreken

Ce dessin original d'Isabelle van der Vreken montre de nombreux détails historiquement vérifiables par opposition aux perspectives et aux proportions approximatives. Sous le mur de la ferme apparaissent des jardins à la française ainsi que trois arches construites pour offrir une surface plane. Le propriétaire de l'époque est le chanoine tréfoncier Barthélémy de Theux à qui Montjardin doit l'aménagement de son parc.

## Évocation littéraire
Le comte Henri de Merode-Westerloo (1782-1847) qui fit plusieurs séjours à Montjardin, évoque le château dans ses souvenirs :
« Posé sur un rocher escarpé, à mi-côte d'une montagne couverte de bois, coupé par des rochers, dominant le cours de la limpide Emblève, qui forme aux pieds de ses murs une nappe d'eau, le château de Montjardin a vue à la droite sur la vallée de l'Emblève, boisée sur la même rive rocheuse, et aride sur l'autre. La vue du côté gauche s'étend sur la même montagne où sont les promenades, et de l'autre côté de la rivière, sur la roche pyramidale où se voit l'entrée de la grotte de Remouchamps, ombragée par deux beaux noyers, et plus bas, sur la même rive, se voit le village de Sougné, où la rivière prend un détour à gauche. Les promenades du château suivent cette sinuosité et conduisent à un petit temple, d'où la vue se porte sur la vallée et le village d'Aywaille. »